# شهرگریزی
شهرگریزی به نوعی مهاجرت گفته می‌شود که از دههٔ ۱۹۷۰ در کشورهای توسعه یافته به خصوص در آمریکای شمالی و اروپا از شهرهای بزرگ و مادر شهرها به نواحی روستایی انجام شده‌است؛ این مهاجرت معکوس با حومه نشینی فرق دارد و برخی روستاهای مرکزی با عملکردهای خاص را شامل می‌شود. این نوع مهاجرت در واقع نوعی گریز از فشارهای روانی اجتماعی و اقتصادی موجود در کلان شهرها است.

## منبع
1. ↑  کتاب جغرافیای سال سوم متوسطه علوم انسانی سال ۱۳۸۸